# Arcidiocesi di Dodoma
L'arcidiocesi di Dodoma (in latino Arcidioecesis Dodomaënsis) è una sede metropolitana della Chiesa cattolica in Tanzania. Nel 2021 contava 450.511 battezzati su 1.887.580 abitanti. È retta dall'arcivescovo Beatus Kinyaiya, O.F.M.Cap.

## Territorio
L'arcidiocesi comprende la regione di Dodoma, ad eccezione del distretto di Kondoa, in Tanzania.
Sede arcivescovile è la città di Dodoma, dove si trova la cattedrale di San Paolo della Croce.
Il territorio è suddiviso in 50 parrocchie.
La provincia ecclesiastica di Dodoma, istituita nel 2014, comprende come suffraganee le diocesi di Kondoa e di Singida.

## Storia
La prefettura apostolica di Dodoma fu eretta il 28 gennaio 1935 con la bolla Romani Pontificis di papa Pio XI, ricavandone il territorio dai vicariati apostolici di Bagamoyo (oggi diocesi di Morogoro) e del Kilimanjaro (oggi diocesi di Moshi) e dalla prefettura apostolica di Iringa (oggi diocesi).
Il 14 aprile 1943 cedette una porzione del suo territorio a vantaggio dell'erezione della prefettura apostolica di Mbulu (oggi diocesi).
Il 10 maggio 1951 la prefettura apostolica fu elevata a vicariato apostolico con la bolla In Tanganyikensi di papa Pio XII.
Il 25 marzo 1953 il vicariato apostolico fu elevato a diocesi con la bolla Quemadmodum ad Nos dello stesso papa Pio XII.
Il 29 ottobre 1962, con la lettera apostolica Pios Dominicae Passionis, papa Giovanni XXIII proclamò Santa Gemma Galgani patrona principale della diocesi.
Il 25 marzo 1972 e il 12 marzo 2011 cedette altre porzioni di territorio a vantaggio rispettivamente dell'erezione delle diocesi di Singida e di Kondoa.
Il 6 novembre 2014 è stata elevata al rango di arcidiocesi metropolitana con la bolla Inter eximias di papa Francesco.

## Cronotassi dei vescovi
Si omettono i periodi di sede vacante non superiori ai 2 anni o non storicamente accertati.
- Giuseppe Disma Giannotti, C.P. † (10 maggio 1935[5] - 1936 dimesso)
- Stanislao dell'Addolorata Ambrosini, C.P. † (16 giugno 1937 - 2 febbraio 1941 deceduto)
  - Sede vacante (1941-1951)[6]
- Antonio Geremia Pesce, C.P. † (10 maggio 1951 - 20 dicembre 1971 deceduto)
- Matthias Joseph Isuja † (26 giugno 1972 - 15 gennaio 2005 ritirato)
- Jude Thaddaeus Ruwa'ichi, O.F.M.Cap. (15 gennaio 2005 - 10 novembre 2010 nominato arcivescovo di Mwanza)
- Gervas John Mwasikwabhila Nyaisonga (9 gennaio 2011 - 17 febbraio 2014 nominato vescovo di Mpanda)
- Beatus Kinyaiya, O.F.M.Cap., dal 6 novembre 2014

## Statistiche
L'arcidiocesi nel 2021 su una popolazione di 1.887.580 persone contava 450.511 battezzati, corrispondenti al 23,9% del totale.
| anno | popolazione | popolazione | popolazione | presbiteri | presbiteri | presbiteri | presbiteri                | diaconi | religiosi | religiosi | parrocchie |
| anno | battezzati  | totale      | %           | numero     | secolari   | regolari   | battezzati per presbitero | diaconi | uomini    | donne     | parrocchie |
| ---- | ----------- | ----------- | ----------- | ---------- | ---------- | ---------- | ------------------------- | ------- | --------- | --------- | ---------- |
| 1950 | 29.710      | 600.000     | 5,0         | 29         | 2          | 27         | 1.024                     |         |           | 30        |            |
| 1969 | 110.000     | 600.000     | 18,3        | 57         | 10         | 47         | 1.929                     |         | 58        | 175       | 18         |
| 1980 | 142.625     | 973.335     | 14,7        | 65         | 16         | 49         | 2.194                     | 1       | 59        | 249       | 27         |
| 1990 | 194.350     | 1.541.767   | 12,6        | 76         | 27         | 49         | 2.557                     |         | 63        | 333       | 34         |
| 1999 | 257.847     | 1.850.000   | 13,9        | 86         | 46         | 40         | 2.998                     |         | 83        | 405       | 39         |
| 2000 | 269.279     | 1.850.000   | 14,6        | 88         | 51         | 37         | 3.059                     |         | 114       | 425       | 42         |
| 2001 | 285.350     | 1.850.000   | 15,4        | 99         | 54         | 45         | 2.882                     |         | 111       | 447       | 45         |
| 2002 | 302.245     | 1.850.000   | 16,3        | 98         | 61         | 37         | 3.084                     |         | 130       | 448       | 48         |
| 2003 | 318.507     | 1.698.996   | 18,7        | 104        | 62         | 42         | 3.062                     |         | 130       | 413       | 48         |
| 2004 | 326.127     | 1.698.996   | 19,2        | 100        | 59         | 41         | 3.261                     |         | 109       | 422       | 49         |
| 2006 | 381.479     | 1.831.000   | 20,8        | 89         | 59         | 30         | 4.286                     |         | 103       | 456       | 36         |
| 2011 | 294.267     | 1.657.345   | 17,8        | 87         | 55         | 32         | 3.382                     |         | 36        | 414       | 30         |
| 2013 | 301.593     | 1.578.173   | 19,1        | 80         | 41         | 39         | 3.769                     |         | 92        | 305       | 32         |
| 2015 | 320.000     | 1.671.000   | 19,2        | 83         | 45         | 38         | 3.855                     |         | 91        | 328       | 32         |
| 2016 | 389.490     | 1.728.475   | 22,5        | 77         | 44         | 33         | 5.058                     |         | 77        | 464       | 34         |
| 2019 | 401.175     | 1.780.329   | 22,5        | 89         | 45         | 44         | 4.507                     |         | 86        | 424       | 42         |
| 2021 | 450.511     | 1.887.580   | 23,9        | 107        | 53         | 54         | 4.210                     |         | 89        | 554       | 50         |